# 石头屋

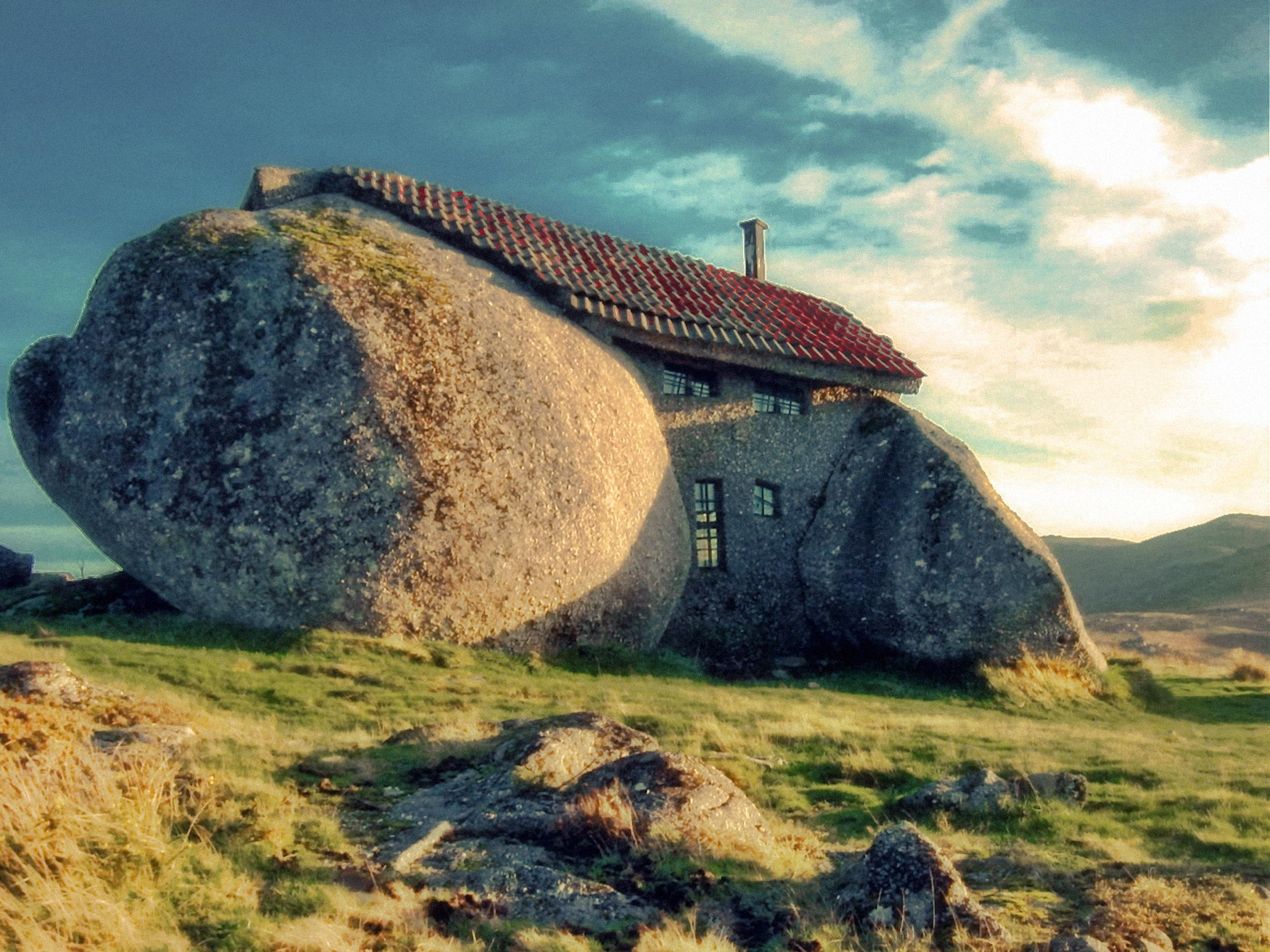
石头屋的后视图

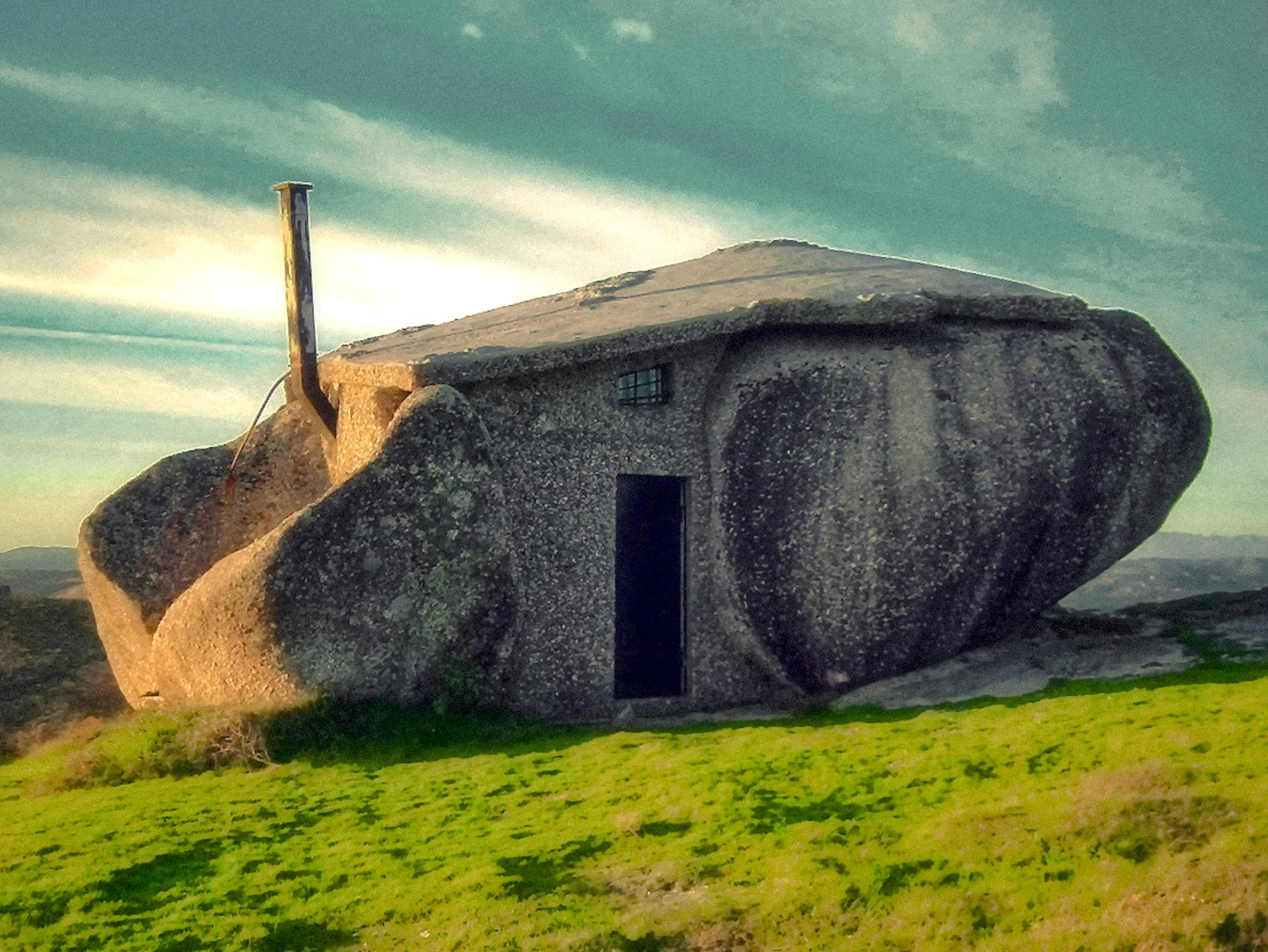
石头屋的正面图

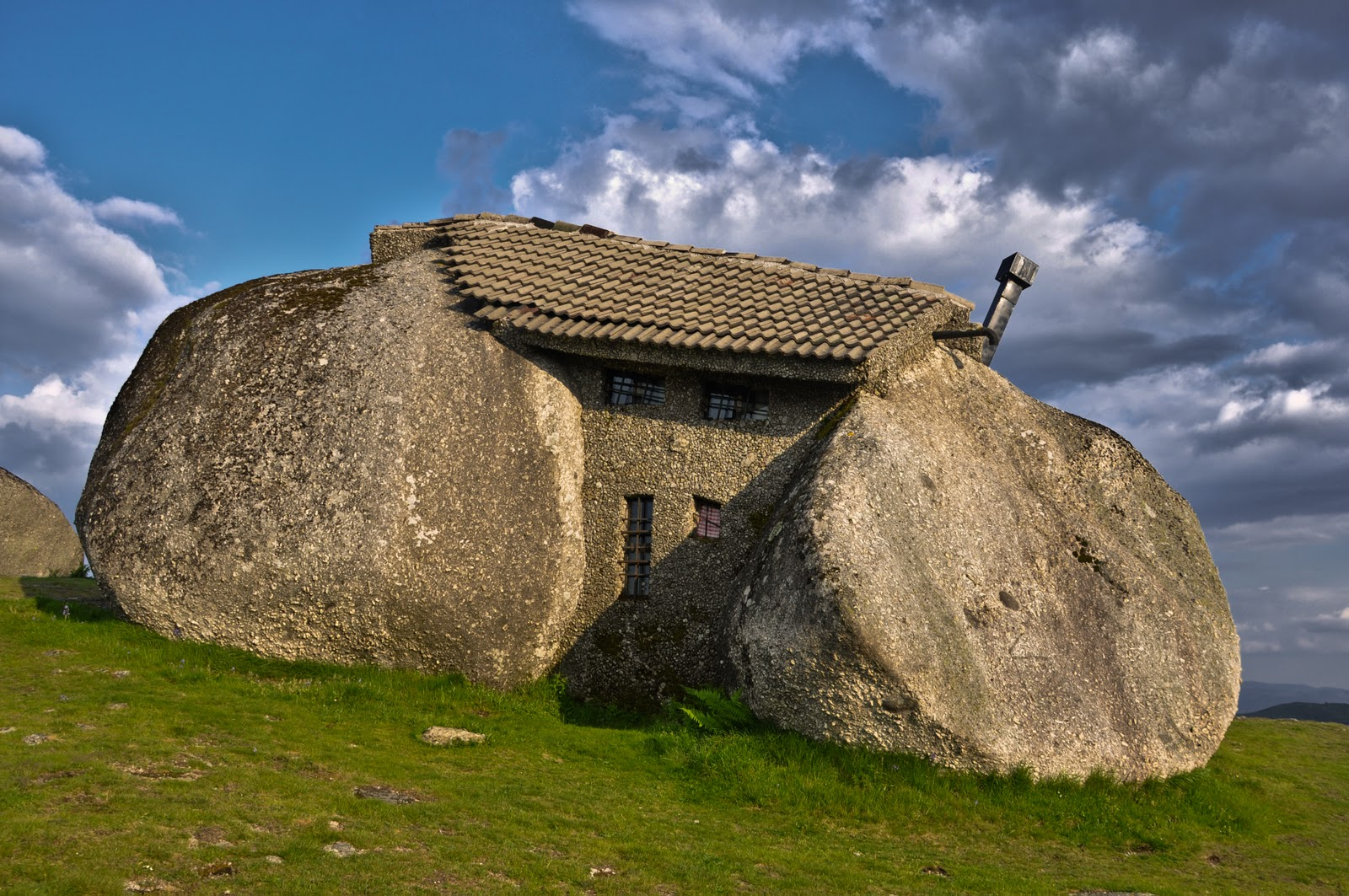
石头屋的后视图

石头屋 （葡萄牙語：Casa do Penedo）是一座人造建築，位于葡萄牙北部大區塞洛里库-迪巴什图和法菲之间。石头屋由四块大石头建造的，這些石頭分別構成房子的地基、墙壁和天花板。石头屋位于風力發電廠附近，但石头屋本身没有电力供应。由于其不同寻常以及與周围自然环境融合的设计，石头屋已成为一个旅游景点。

## 历史
石头屋始建于1972年，历时约两年，直至1974年竣工。
建造石头屋的工程师来自基馬拉斯。石头屋最初被业主用作度假胜地。後來石头屋成為一座小型博物馆，收藏著石头屋曾經的照片和其他展品。